# Mensa Academy
Mensa Academy è un videogioco educativo pubblicato per Nintendo 3DS, Wii e Microsoft Windows dalla Square Enix il 27 luglio 2012 in Europa. Il videogioco permette al giocatore di mettere alla prova le proprie capacità ed i propri riflessi attraverso una serie di minigiochi di difficoltà variabile, sulla falsariga del videogioco Brain Training.

## Sviluppo
Il gioco è stato annunciato da Square Enix nel corso dell'E3 2012 ed è stato realizzato in collaborazione con il Mensa. Nel 2013 è stata resa disponibile una demo del gioco su PlayStation Network.